# Bufonia macropetala
Bufonia macopetala es una planta perteneciente a la familia de las cariofiláceas.

## Descripción
Pequeña planta de base leñosa, de 10-25 cm, con ramas estériles y tendidas y rmas floríferas erectas, con numerosas hojitas muy juntas en la base de los tallos y separadas en la parte superior, dispuestas por parejas que se unen por su base en torno al mismo. Son delgadas y afiladas, con el borde peloso áspero, de hasta 15 mm. Las flores, presentes a finales de primavera, en verano y otoño, o más si el otoño es lluvioso, crecen en pequeños grupos de 1-3, al extremo de las ramas, sobre sendos rabillos. Tiene 4 sépalos verdes con los laterales membranosos y 4 pétalos blancos, de borde redondeado, que se tocan aparentando estar unidos, formando un pequeño embudo de unos 6-7 mm de diámetro. El fruto es de contorno ovado, algo aplanado y con una sola semilla.

## Distribución y hábitat
En la península ibérica, en Castilla y León. Crece dispersa, pero formando agrupaciones en lugares soleados, sobre declives pedregosos, entre otras plantas de poco porte. Su nombre está dedicado con ironía al Conde de Buffón, naturalista francés del siglo XVIII.

## Taxonomía
Bufonia macropetala fue descrita por  Heinrich Moritz Willkomm y publicado en Flora 34: 604 (1851); y en  Ic. Pl. Hisp. 112.
Sinonimia
- Bufonia macropetala var. strohlii (Emb. & Maire) Font Quer & Pau
- Bufonia strohlii Emb. & Maire[3]

subsp. willkommiana (Boiss.) Amich
- Bufonia perennis subsp. wilkommiana (Boiss.) Nyman
- Bufonia willkommiana Boiss.